# Dahno, Berdeansk
Dahno (în ucraineană Дахно) este un sat în așezarea urbană Andriivka din raionul Berdeansk, regiunea Zaporijjea, Ucraina.

## Demografie
Componența lingvistică a localității Dahno
     Ucraineană (83,33%)
     Rusă (16,67%)
Conform recensământului din 2001, majoritatea populației localității Dahno era vorbitoare de ucraineană (83,33%), existând în minoritate și vorbitori de rusă (16,67%).